# Прапор Іда-Вірумаа
Прапор Іда-Вірумаа (ест. Ida-Virumaa lipp) є офіційним символом Іда-Вірумаа (Східного Вірумаа), одного з повітів Естонії.

## Опис
Прапор становить собою прямокутне полотнище зі співвідношенням ширини до довжини як 7:11, яке складається з двох рівновеликих горизонтальних смуг: верхньої білої та нижньої зеленої. Посередині білої смуги розміщено герб повіту.
Стандартний розмір прапора 105x165 см.

## Історія
Прапор офіційно впроваджено 9 червня 1997 року.